# Elezioni generali in Niger del 1999
Le elezioni generali in Niger del 1999 si tennero il 17 ottobre (primo turno) e il 24 novembre (secondo turno).

## Risultati

### Elezioni presidenziali
| Candidati                  | Partiti                                            | I turno   | I turno | II turno  | II turno |
| Candidati                  | Partiti                                            | Voti      | %       | Voti      | %        |
| -------------------------- | -------------------------------------------------- | --------- | ------- | --------- | -------- |
| Mamadou Tandja             | Movimento Nazionale per la Società dello Sviluppo  | 617 320   | 32,33   | 1 061 731 | 59,89    |
| Mahamadou Issoufou         | Partito Nigerino per la Democrazia e il Socialismo | 435 041   | 22,79   | 710 923   | 40,11    |
| Mahamane Ousmane           | Convenzione Democratica e Sociale                  | 429 827   | 22,51   |           |          |
| Hamid Algabid              | Raggruppamento per la Democrazia e il Progresso    | 206 763   | 10,83   |           |          |
| Moumouni Adamou Djermakoye | Alleanza Nigerina per la Democrazia e il Progresso | 147 672   | 7,73    |           |          |
| André Salifou              | Unione dei Patrioti Democratici e Progressisti     | 39 641    | 2,08    |           |          |
| Amadou Ali Djibo           | Unione dei Nigerini Indipendenti                   | 32 977    | 1,73    |           |          |
| Totale                     | Totale                                             | 1 909 241 | 100     | 1 772 654 | 100      |

### Elezioni parlamentari
| Liste                                                               | Voti      | %     | Seggi |
| ------------------------------------------------------------------- | --------- | ----- | ----- |
| Movimento Nazionale per la Società dello Sviluppo                   | 611 097   | 34,65 | 38    |
| Partito Nigerino per la Democrazia e il Socialismo                  | 378 634   | 21,47 | 16    |
| Convenzione Democratica e Sociale                                   | 303 790   | 17,23 | 17    |
| Raggruppamento per la Democrazia e il Progresso                     | 193 080   | 10,95 | 8     |
| Alleanza Nigerina per la Democrazia e il Progresso                  | 116 610   | 6,61  | 4     |
| Unione per la Democrazia e la Repubblica                            | 34 128    | 1,94  | –     |
| Unione dei Nigerini Indipendenti                                    | 22 081    | 1,25  | –     |
| Unione per la Democrazia e il Progresso Sociale                     | 20 332    | 1,15  | –     |
| Partito Nigerino per l'Autogestione                                 | 16 191    | 0,92  | –     |
| Partito Progressista Nigerino - Raggruppamento Democratico Africano | 10 912    | 0,62  | –     |
| Unione dei Patrioti Democratici e Progressisti                      | 10 863    | 0,62  | –     |
| Sawaba                                                              | 10 709    | 0,61  | –     |
| Unione degli Indipendenti Democratici                               | 7 239     | 0,41  | –     |
| PSDN-MDP                                                            | 5 126     | 0,29  | –     |
| Indipendenti                                                        | 7 044     | 0,40  | –     |
| Altri <5.000 voti                                                   | 15 717    | 0,89  | –     |
| Totale                                                              | 1 763 553 | 100   | 83    |